# 聚酰胺
聚酰胺（英語：Polyamide，PA）是由含有羧基和氨基的單體通過醯胺鍵聚合成的高分子。此聚合物可天然生成（如羊毛及蠶絲等各種天然蛋白質），或以人工方式通過逐步聚合或固相聚合（如尼龍）或芳香聚酰胺和鈉聚（如天門冬氨酸）生產。由於其極端的耐用性和強度，人工聚酰胺聚合物常見於紡織品、地毯、運動裝、食物包裝、眼鏡零件、汽車飛機零件輪胎、軍用品及防護裝備等用品生產。

## 分類

### 根據其主鏈的成份區分
人工合成的聚酰胺根據其主鏈的成份可區分為以下的種類:
| 聚酰胺種類   | 主鏈的特色     | 化學組成的例子                                                           | 商業產品的例子                                                                                    |
| ------------ | -------------- | ------------------------------------------------------------------------ | ------------------------------------------------------------------------------------------------- |
| 脂肪聚酰胺   | 脂肪族化合物   | 聚酰胺6 聚酰胺66                                                         | 杜邦的尼龍6、尼龍66                                                                               |
| 聚苯二甲酰胺 | 半芳香族化合物 | 聚酰胺6T = 六亞甲基二胺 （1,6己二胺） + 對苯二甲酸                       | 德國贏創工業（Evonik Industries）的 Trogamid 杜邦的 Zytel                                                          |
| 芳香聚酰胺   | 芳香族化合物   | 克維拉 = 對苯二胺 + 對苯二甲酸 諾梅克斯（Nomex） = 間苯二胺 + 間苯二甲酸 | 杜邦的克維拉和諾梅克斯 日本帝人株式会社的Teijinconex，Twaron，與Technora 法国Kermel公司的Kermel。 |

### 根據其重複單位的數目區分
根據其重複單位的數目，聚酰胺可以分為以下類型： 
- 均聚物 ：均聚物又可分為：
  - 單獨單體均聚物
    - 聚酰胺6：{\displaystyle {\ce {[NH - (CH2)5 - CO]_{N}}}}    由ε- 己內酰胺製成；
    - 聚酰胺11，（聚ω-氨基十一酰）：{\displaystyle {\ce {[NH - (CH2)10 - CO]_{N}}}}   由11-氨基十一酸製成；
    - 聚酰胺12，（聚十二内酰胺）：{\displaystyle {\ce {[NH - (CH2)11 - CO]_{N}}}}  由12-氨基十二酸製成；

  - 雙單體均聚物
    - 聚酰胺66：{\displaystyle {\ce {[NH - (CH2)6 - NH - CO - (CH2)4 - CO]_{N}}}}   由己二胺和己二酸製成；
    - 聚酰胺610：{\displaystyle {\ce {[NH - (CH2)6 - NH - CO - (CH2)8 - CO]_{N}}}}   由己二胺和癸二酸製成；
    - 聚酰胺6T：{\displaystyle {\ce {[NH - (CH2)6 - NH - CO - (C6H4) - CO]_{N}}}}   由己二胺和對苯二甲酸製成；
    - 聚酰胺6I：{\displaystyle {\ce {[NH - (CH2)6 - NH - CO - (C6H4) - CO]_{N}}}}   由己二胺和間苯二甲酸製成；
    - 聚酰胺9T：{\displaystyle {\ce {[NH - (CH2)9 - NH - CO - (C6H4) - CO]_{N}}}}   由1,9壬二胺和對苯二甲酸製成；
    - 聚酰胺M5T：{\displaystyle {\ce {[NH - (C2H3) - (CH3) - ((CH2)3) - NH - CO - (C6H4) - CO]_{N}}}} 由2－甲基－1,5－戊二胺和對苯二甲酸製成；
- 共聚物 ： 
  - 聚酰胺6/66：{\displaystyle {\ce {[NH - (CH2)6 - NH - CO - (CH2)4 - CO]_{n}}}}{\displaystyle {\ce {- [NH - (CH2)5 - CO]_{m}}}}由己內酰胺，己二胺和己二酸製成;
  - 聚酰胺66/610  {\displaystyle {\ce {[NH - (CH2)6 - NH - CO - (CH2)4 - CO]_{n}}}}{\displaystyle {\ce {- [NH - (CH2)6 - NH - CO - (CH2)8 - CO]_{m}}}} 由己二胺，己二酸和癸二酸製成。

### 根據結晶度區分
根據他們的結晶度，聚酰胺可以是： 
- 半結晶 （由於高分子分子量太大，雖然有些高分子化學結構容許完美的結晶，通常結晶度並不完全[1]）： 
  - 高結晶度：聚酰胺46、聚酰胺66等;
  - 低結晶度：聚酰胺MXD6  由間苯二甲胺和己二酸製成;
- 非晶體：聚酰胺6I 由六亞甲基二胺和間苯二甲酸製成。

### 例
根據這三項分類，舉例說明：聚酰胺66（尼龍66）是一種脂肪族半結晶的均聚酰胺。

## 化學反應
酰胺鏈一般是從氨基和羧酸或酰氯的縮合反應生產。通常脫去一個小分子，可能是水或氯化氢。
高分子可由同時具有氨基和羧基的單體構成，或者可由兩種不同的雙功能單體構成，一個具有2個氨基酸組，另一個具有兩個羧基或酸氯組。
氨基酸可以被視為單一單體（如果忽略各氨基酸不同的R組），與其他氨基酸反應，形成聚酰胺：

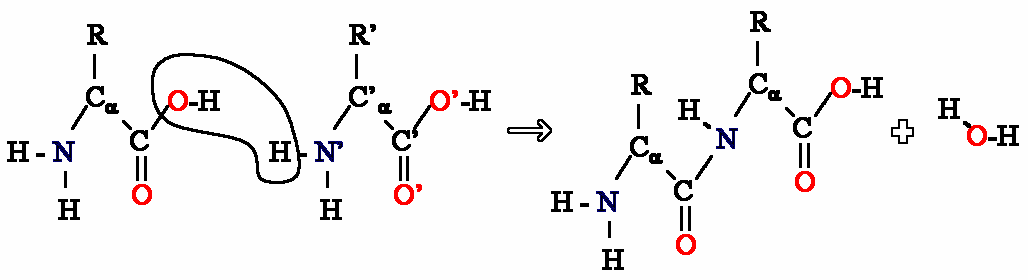
兩種氨基酸的反應，長鏈蛋白質由許多這種反應產生。

克維拉（如圖所示）是由兩個不同的單體的不斷交替反應，形成聚合物，是一種芳香聚酰胺：

1,4 - 苯基二胺（對苯二胺）和對苯二甲酰氯反應產生克維拉

一個比較特别的例子是聚酰胺6由ε- 己內酰胺的開環反應製成，不是縮合反應。

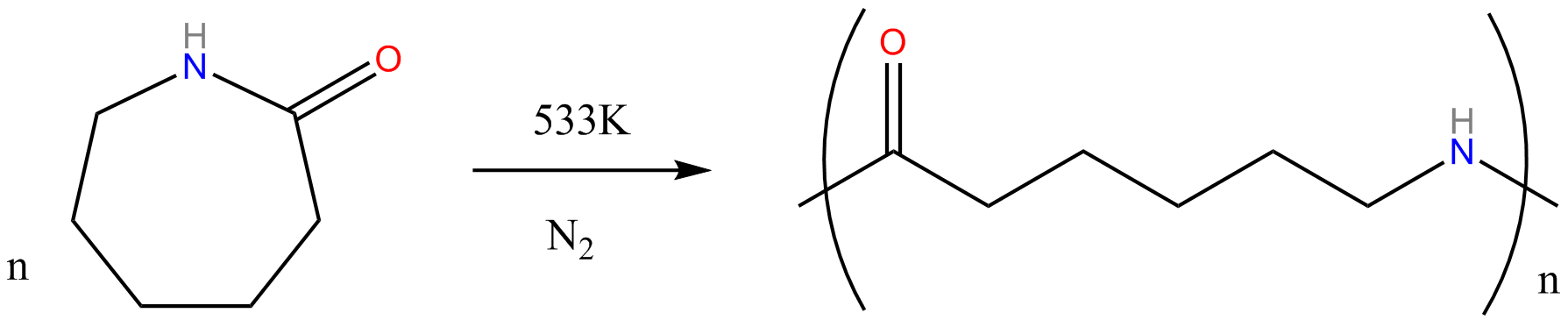
己內酰胺的開環反應。

## 化學性質

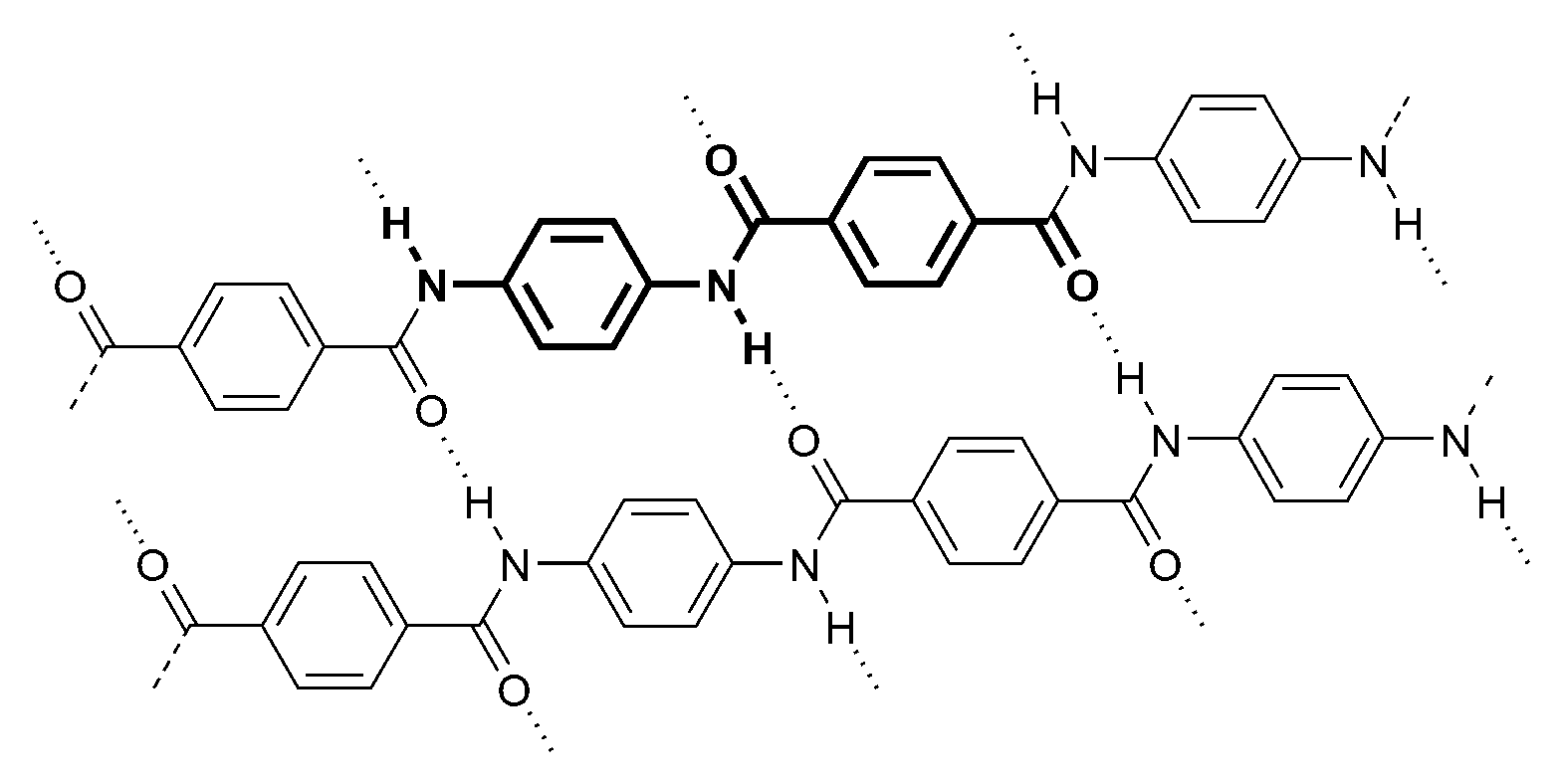
克維拉的巨型分子結構:粗體標示了克維拉之重複單位，虛線標示了氫鍵。

### 氫鍵
聚酰胺由於分子間的氫鍵對其物理性質有重大影嚮，使得其有極端的耐用性和強度。尼龍66纖維堅韌，具有彈性和光澤，以及較高的拉伸強度。它的熔點是攝氏265度，比一般熱塑性塑料要高出許多。它也具有高耐磨損和抗酸和鹼等化學品。這些纖維會吸收高達 2.4％的水，而這會降低抗拉強度。尼龍11，12，610及612等，由於氫鍵密度較低，拉伸強度比尼龍66或尼龍6要低很多，但是吸水性較低、耐磨損和抗酸和鹼性能比較好。
芳綸纖維，如克維拉®或Twaron®，是最流行的防彈纖維，由於兩個氫鍵中是僵硬的苯環，分子自然形成同一方向的長直晶體，使其拉伸強度非常巨大，約為同重量的鋼的5倍。克維拉沒有熔點，適合用作防熱材料。

### 靜電
這些材料的一部分通常是完全絕緣體，並會產生靜電，這可能會導致危險的火花，可能會損壞製造工廠的電子儀器和消費產品。這就需摻入導電添加物，如炭黑，金屬和導電聚合物。最常見的導電添加物是銀和炭黑。兩種材料各有加工處理的缺點，而以白銀作抗靜電添加物很明顯太昂貴。許多尼龍零件均添加炭黑而呈現黑色。

## 性能分析
熔點、結晶度等可以由熱分析及X射線晶體學等分析方法決定。

## 用途
人工合成的聚酰胺有以下用途：
- 尼龍：牙刷、紡織品、地毯、齒輪、軸承
- 尼龍-MXD6：食物包裝，有卓越的氣體阻隔性能，耐熱性和高透明度[4]。
- Trogamid：眼鏡架[5]、鏡片[6]、汽車工業、機械工業、醫療器械、體育運動器材。
- 克維拉：船體、飛機、自行車輪胎、防彈衣、防彈頭盔、防護手套[7]
- 諾梅克斯與Kermel：防火衣、防熱衣、防火頭盔、防熱頭盔